# 亦思馬因
亦思马因，（？—1274年）元朝军人。回回人，西域旭烈（今阿富汗赫拉特）人。
善造回回炮，至元八年（1271年）应忽必烈所召，与阿老瓦丁至京师大都造新炮。1272年，献巨石炮，省力又射程远。1273年，随元军攻襄阳不克，亦思马因将重一百五十斤的回回炮置于城东南隅，发射，造成重大破坏，入地七尺。南宋安抚吕文焕因恐惧献城投降。亦思马因以功赐银二百五十两，命为回回砲手总管，佩虎符。1274年病故。儿子布伯世袭。

## 延伸阅读
[在维基数据编辑]
 《元史/卷203》，出自宋濂《元史》
 《新元史/卷152》，出自柯劭忞《新元史》